# Akela ruricola
Akela ruricola là một loài nhện trong họ Salticidae.
Loài này thuộc chi Akela. Akela ruricola được María Elena Galiano miêu tả năm 1999.